# Bullet to the Head
Bullet to the Head (no Brasil: Alvo Duplo) é um filme de ação estadunidense de 2013, dirigido e co-escrito por Walter Hill baseado nos quadrinhos Du Plomb Dans La Tete do francês Alexis Nolent. O filme é estrelado por Sylvester Stallone, Sung Kang, Jason Momoa, Sarah Shahi, e Christian Slater. Alfred Gough, Miles Millar e Kevin King Templeton produziu o filme. O filme estreou no Festival Internacional de Cinema de Roma em 14 de novembro de 2012. Foi lançado nos cinemas brasileiros em 12 de abril de 2013, pela Imagem Filmes.

## Sinopse
Jimmy Bobo (Sylvester Stallone) é um matador de aluguel e Taylor Kwon (Sun Kang) é um detetive da polícia de Nova Iorque, ambos, pertecem ao lado oposto da lei. Contudo, dois assassinatos implacáveis acabam reunindo a dupla numa perigosa jornada pelas ruas de Nova Orleans e pelos bastidores de Washington, em busca de vingança pela morte dos respectivos parceiros.

## Elenco
- Sylvester Stallone como James "Jimmy Bobo" Bonomo
- Sung Kang detetive Taylor Kwon
- Sarah Shahi como Lisa Bobo
- Adewale Akinnuoye-Agbaje como Morale
- Jason Momoa como Keegan
- Christian Slater como Marcus Baptiste
- Jon Seda como Louis Blanchard
- Holt McCallany como Hank Greely
- Brian Van Holt como Ronnie Earl
- Weronika Rosati como Lola
- Dane Rhodes como tenente Lebreton
- Marcus Lyle Brown como detetive Towne
- Douglas M. Griffin como Baby Jack

## Produção
O roteiro de Bullet to the Head é baseado nos quadrinhos Bullet to the Head, escritos por Alessandro Camon e lançado pela Editora Dynamite em 2011, nos Estados Unidos. A equipe de produção do filme já produziu I Am Number Four. Um executivo ligado ao filme, disse: "[Este filme] é um tipo de projeto acerelado, universalmente temático. Sylvester Stallone  é um ícone internacional e estamos muitos animados para estar trabalhando com ele". Wayne Kramer havia sido contratado para dirigir Bullet to the Head, porém, após discordar de algumas ideias de Sylvester de como deveria ser o tom do filme, acabou deixando o projeto. Resultando em Walter Hill entrando em seu lugar.
O ator Thomas Jane havia sido contratado pelo diretor original do filme, Wayne Kramer. Quando ele foi demitido, Jane sugeriu a Stallone que Walter Hill fosse escolhido para a função, o que acabou acontecendo. Entretanto, a entrada do produtor Joel Silver fez com que o ator deixasse o longa-metragem. A justificativa era que Silver queria que um ator de perfil étnico dividisse o posto de protagonista com Stallone. O personagem acabou ficando com Sung Kang.
As filmagens do filme começaram em 27 de junho de 2011, em Nova Orleans. Em 23 de agosto de 2011, foi anunciado que o filme seria lançado em 13 de abril de 2012. Em 23 de fevereiro de 2012, a data de lançamento do filme foi alterada para uma data indefinida. Ele foi lançado em 1 de fevereiro de 2013.

## Recepção

### Critica
Bullet to the Head recebeu críticas mistas dos críticos especializados. Ele atualmente detém uma pontuação de 49% no Rotten Tomatoes, baseado em 116 opiniões. No Metacritic, o filme tem um metascore de 48/100 com base nas avaliações de 32 críticos, que avalia como críticas mistas ou média.

### Bilheteria
O filme arrecadou US $4.458.201 em seu primeiro fim de semana. A partir de 18 de fevereiro de 2013, o filme arrecadou US $9,279,012 nos Estados Unidos.

## Prêmios e indicações

### Indicações
Framboesa de Ouro
- Pior ator: Sylvester Stallone - 2014[13]